# ソア (企業)
株式会社ソア（英称:Soar Co., Ltd.）は、東京都港区に本社を置いていた労働者派遣会社。

## 概要
グッドウィル・グループ（GWG、現テクノプロ・ホールディングス←プロンプトホールディングス←ラディアホールディングス）傘下のイベント企画・労働者派遣会社であったが、GWG子会社であるグッドウィルの事業廃止の煽りを受け、株式をすべてドゥ・クリエーションに売却されたことに伴い、グループを離脱したが、親会社との業務重複に伴い、順次事業譲渡を経て親会社に吸収合併され、解散となった。

## 沿革
- 1993年（平成5年）7月9日 - 設立。
- 2008年（平成20年） - 株式会社ドゥ・クリエーションに吸収合併され、解散。